# 虎獅
虎獅（英語：Tigon）是雄虎跟雌獅的人工圈養混種後代，是比狮虎兽更罕見的混種。
因棲境跟行為的不同，虎獅不會自然產生。就如獅虎，虎獅也有其父母的混合特徵，如兼有獅子的斑點和老虎的條紋，吼叫聲兼有親種的特徵，雄虎獅會有較獅子小的鬃毛。但與獅虎不同的是，老虎控制體型生長的基因是由公虎遺傳的，獅子控制體型生長的基因卻是由母獅遺傳，所以公虎母獅交配生下的虎獅只能长到与其父母相当的体型，而不会像獅虎般体型比狮或虎都要硕大。
在生育力方面，普遍认为大部分的獅虎混種為不育，雄性虎獅皆不育，但雌性虎獅比雄性獅虎有較高的機率具有繁殖力。牠們可與雄獅交配產生獅虎獅或與雄虎產生虎虎獅。
虎狮最早出现在1799年的印度。当时有些英国的官员想知道老虎和狮子能不能交配，和它们的后代是什么样子。1799年，英国人成功地让一只雄虎和一只母狮交配，并且生下3只小虎狮，赠送给维多利亚女皇。
狮虎兽和虎狮兽极其罕见。有关资料显示，目前世界上存活的狮虎兽、虎狮兽只有8－10只。